# ۲۲ جمادی‌الاول
۲۲ جمادی‌الاول، بیست و دومین روز از ماه جمادی‌الاول در تقویم هجری قمری است.
در تقویم هجری قمری قراردادی این روز صد و چهلمین روز سال است.